# Фокача
Фокàча (на италиански: Focaccia) е традиционен италиански плосък хляб, съставен от смес от брашно, вода, сол и мая, който може да се приготви както на фурна, така и на скара, с добавени към него лук, маслини, подправки и други хранителни съставки.

## Етимология
Думата „фокача“ произхожда от средновековната латинска дума focus, която се отнася за готвенето на огнище. Според Етимологията на Исидор Севилски думата focaccia, изписана focacia на латински, е производно от женски род на focacius – „изпечен в огнището“ (също „изпечен в пепелта“).
Често думата „фокача“ се отнася до всичките ѝ възможни варианти. Този термин обаче обозначава преди всичко класическата фокача от Генуа и Бари. Фугаса (fugassa) е терминът на генуезки диалект, с който се нарича фокачата. Според италианския лингвист от 20 век Фиоренцо Тосо – автор на „Малък лигурски речник“ думата се появява за първи път в документ от 14 век. В района на град Бари се нарича fecàzze.

## История
Произходът на фокачата е много древен: финикийците, картагенците и древните гърци използват брашна от ечемик, ръж и просо, които варят на огъня. В Древен Рим фокачите се предлагат на боговете.
През периода на Ренесанса фокачата се консумира заедно с вино на сватбени банкети.
Подобно на хляба, но по-богата поради мазнините, олиото или свинската мас, използвани за тестото или за подправка, тя винаги е била особено популярна в Италия. Храна за пътешественици и рибари, фокачата дължи своето раждане и на дългото чакане, с което пекарите е трябвало да се сблъскат през нощта на работа – часове, залъгвани чрез изпичането на парчета безквасно тесто директно върху основата на фурната и изяждани в компания и може би пълнени със зеленчуци, меса или сирена.
Една от най-известните видове фокача днес е тази от Лигурия, която с безбройните си варианти се налага в световната гастрономическа панорама. Още през 16 век в Генуа консумацията на обикновена фокача с масло е позната и широко разпространена в църквата, особено по време на сватби. Дори епископ от онова време, притеснен от вкореняването на навика, забранява консумацията по време на панихиди.
В Лигурия има няколко версии на фокача, като най-традиционните са:
- Класическа генуезка фокача, която трябва да е с дебелина между 1 и 2 cm, лъскава от зехтин и с коричка, която никога не е бледа и бистра, а по повърхността има дупки;
- Фокача от Реко, чието раждане изглежда е засвидетелствано през 12 век в документ, който споменава заготовка, предлагана на кръстоносците, заминаващи за Светите земи, направена с много тънка кора (сфоля), напълнена с прясно сирене;
- Фокача от Волтри, която, въпреки че произлиза от същите съставки като тези на класическата фокача, се различава по консистенцията на тестото и техниката на приготвяне.[3]

## Характеристики
Фокачата е тестено изделие, нещо между пица и питка, вид сплескан хляб, залят с чист зехтин, а върху него – домати и маслини или само маслини и лук. Може да е със съвсем прясно сирене като Фокача на Реко край Генуа, или пък другият известен вариант – Фокача на Алтамура от района Мурджа, направена от хляб от твърда пшеница с лук, маслини и гъби pleurotus eryngii (на итал. cardoncelli).
В съвременна Италия фокачата се смята за най-старата универсална форма на пица, която е била обичайна храна за селяните и воините от древността. Някои автори смятат, че тя е предшественик на пицата. Фокачата е сродна с традиционната неаполитанска пица.
Начинът ѝ на приготвяне е почти идентичен с този на пицата, но се пече бързо и при висока температура (280 – 320°C). Подобно на нея фокачата се слага във фурната и се изважда с лопата, но ако при готовата пица нагоре се извиват единствено ръбовете, то при фокачата тя набъбва цялата.

## Традиционни италиански фокачи
В Италия има много варианти на фокача, които се различават както по различния процес на приготвяне, така и по разнообразието от съставки и подправки. Основните видове фокача са класическата фокача, известна още като Генуезка фокача, Фокача с лук (вариант на Генуезката фокача), Фокача от Реко (с добавка на сирене), Сладка фокача (отново вариант на Генуезката фокача), Фокача с грозде (традиционна за Флоренция и Прато), Фокача от Суза, Фокача от Нови Лигуре (традиционна за Долен Пиемонт), Фокача от Бари (традиционна за град Бари), Фокача от Месина (традиционна за Месина), Фокача от Венето (от регион Венето), Креша, Фокача от Марке, Кудура (от Южна Италия, но широко разпространена предимно в Сицилия), Флорентински плоски хляб (Скиачата фиорентина, традиционен за град Флоренция), Страцата (фокача от Матера), Вастеда (от Сицилия) и Пишиаландреа (традиционна за районите на Империя, Базиликата). Много видове фокача са включени сред Традиционните италиански хранително-вкусови продукти от различни региони.
- Генуезка фокача (Focaccia genovese), приготвена от вид плосък хляб, подправен със зехтин и сол
- Фокача с лук по генуезки (Focaccia con le cipolle alla Genovese) – вариант на обикновената Лигурска фокача
- Фокача със сирене от Реко (Focaccia col formaggio di Recco) – два слоя паста, пълнени със смес от сирене стракино и лигурска извара (prescinsêua)
- Сладка фокача от Алесандрия (Focaccia dolce di Alessandria)[4]
- Фокача с грозде (Focaccia con l'uva) – произвеждана и консумирана в различни италиански региони в периода на гроздобера
- Фокача от Суза (Focaccia di Susa) – сладка фокача от Суза, Пиемонт
- Фокача от Нови Лигуре (Focaccia novese) – много подобна на Генуезката фокача
- Фокача от Бари (Focaccia di Bari) – традиционен продукт от Пулия, подправен с пресни домати и маслини
- Фокача от Матера (Focaccia di Matera) – от Матера, гарнирана с доматен сос, маслини и зехтин, но приготвяна в много варинти.
- Фокача от Месина (Focaccia messinese) – сицилиански продукт, подправен със салата инвидия, нарязани домати, аншоа и сирене
- Фокача от Венето (Focaccia veneta), типичен коледен сладкиш
- Каркиола (Carchiola), традицинна луканска безквасна фокача, приготвена в камина.
- Креша (Crescia) – широко разпространена в Марке и Умбрия
- Кудура (Cuddura) – широко разпространена в Пулия, Базиликата, Калабрия, Сицилия и Сардиния
- Тосканска скиачата (Schiacciata toscana) – по-хрупкава от лигурската.
- Страцата (Strazzata) – Луканска фокача от Базиликата с черен пипер.
- Вастеда (Vastedda) – разнообразно подправена сицилианска фокача.
- Фугаса (Fugassa) – фокача на табаркините (жители на остров Сан Пиетро (Сардиния), вкл. на Карлофорте), вариант на Генуезката фокача.[5][6]
- Реджанско ньоко на фурна (Gnocco reggiano al forno) – от Реджо Емилия.[7]
- Пиадина романьола (Piadina romagnola)[8]– фокача от брашно, смесено с вода, сол и свинска мас, без мая; в района на Римини има и вариант без свинска мас
- Спианата (Spianata) – разпространена в цяла Романя; висока и правоъгълна или плоска и кръгла, с вдлъбнатинки, в които се поставят люспи свинска мас, иглички розмарин и зърна едра сол преди печене.[9][10][11]
- Печена пиадина (Piadina al forno) – в Имола фокачата носи името piè inte foran (пиадина на фурна), „солена пиадина“ ( piè saleda),[12] „заквасена пиадина“. Овкусена с розмарин или без; по-дебела от Спианата романьола. Може да има формата на дъска (правоъгълна или кръгла) или да има същия размер като piadina al testo.[13]

- Генуезка фокача.
- Фокача с лук.
- Фокача с розмарин и морска сол.
- Тънка фокача с розмарин.
- Фокача с розмарин.
- Пишиаландреа от Империя
- Фокача с лук и сирене.
- Фокача с билки и черни маслини.
- Фокача от Месина.
- Луканска Страцата от Базиликата.
- Фокача от Суза (Вал ди Суза).

## Подобни продукти
Доста подобен на класическия метод на приготвяне има фокачата с градински чай вместо с розмарин.
Бялата пица (Pizza Bianca) е друг подобен стил, който се прави с помощта на тесто за пица, зехтин, нарязан розмарин и сол. Терминът „пица бианка“ се отнася до фокача в някои части на Италия.
Картофената фокача с розмарин (Focaccia con patate e rosmarino) в Тоскана е вид, наречен „Картофена пица“ в Ню Йорк.
На базата на фокача се приготвя лигурският пай Писаландреа (на итал. pissalandrea, на лигурски piscialandrea) със задушен лук, маслини и аншоа, който се нарича още Генуезка пица.
Подобни на фокача торти съществуват във Франция (фугас), Португалия (фогасо), Испания (огаса) и на Балканите (погача).

## Хранителни стойности
Класическата фокача съдържа предимно въглехидрати, мазнини и протеини. Витамин В1, В2, В3, В5, В6 също присъстват, както и желязо, магнезий, фосфор, калий и натрий.
Очевидно има и липиди като наситени мастни киселини, мононенаситени мастни киселини и полиненаситени мастни киселини.
Фокачата обаче трябва да се счита за нискокалорична храна; всъщност в 100 gr фокача количеството килокалории е 249.

## Любопитно
Известен вид фокача е тази от град Алтамура, намиращ се в южния италиански регион Пулия. Алтамура е главният център на плодородната зона Мурджа, където се произвежда твърда пшеница. След обстойно проучване на пазара американската верига за бързо хранене Макдоналдс отваря заведение в този град с високи финансови възможности. В същото време дейност развива Асоциация „Приятели на гъбата кардончело“ (от Мурджа). Желанието ѝ е да се запази традиционното от местната гастрономия и да се подчертаят ценностите в противовес на хомологизирането на вкуса.
До Макдоналдс отваря врати хлебарницата на една от най-известната фамилия местни хлебари – Диджезу. Младият собственик Лука започва да продава традиционни продукти като хляб, фокача с гъби кардончели и сладкиши. Освен аромата на неговите тестени изделия Асоциацията „Приятели на гъбата кардончело“ продължава с ред инициативи, които привличат вниманието на тогавашния външен министър на Италия Масимо Далема. Той е родом от Пулия (Галиполи), познава местните вкусовете от дете и става почетен президент на асоциацията, както и Гаетано Джифуни – генерален секретар на Президента на Италия. Членове стават и актьори и мнозина известни журналисти начело с редактора на вестник „Кориере дела Сера“ Паоло Миели. Така към хлебарницата на Лука Диджезу се създава особен интерес, който полека лека води до намаляване на клиентелата на Макдоналдс. През 2002 г. Макдоналдс е принуден да си отиде от Алтамура заради качеството на конкурента и неговите изгодни цени.
През 2009 г. този уникален случай на обикновения хлебар, надвил Макдоналдс, се превръща във филм на режисьора Нико Чиразола със заглавие „Фокача блус“ (Focaccia blues). Актьорският състав е от най-известните в света актьори на регион Пулия Микеле Плачидо, Лино Банфи и Ренцо Арборе – всички ревностни представители на традициите на своя роден край. Във филма Областният управител Ники Вендола е в ролята на собственик на малък киносалон, който не споделя философията на касовите прожекции, а е в защита на качеството на авторското филмово творчество. За реализиране на авторската филмова идея по действителни факти съдействат Областният съвет по туризъм на Пулия, Кметството на Алтамура, Асоциация „Приятели на гъбата кордончело“ (от Мурджа) и Апулия филм. Така типичната питка – Фокача от Алтамура обединява традициите на едно население и на една южноиталианска земя на име Пулия и ѝ осигурява световна известност.